# Marienkirche (Würzburg)

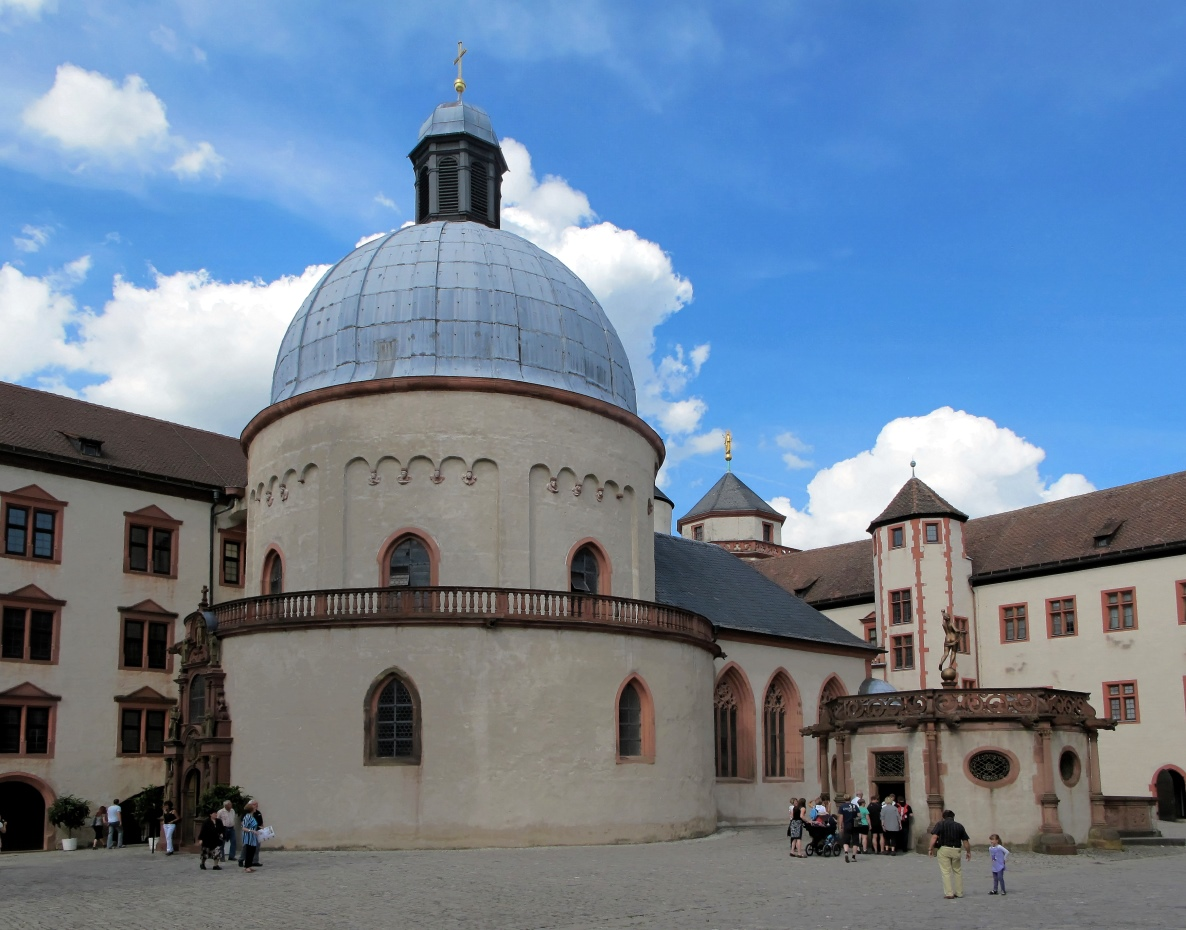
Die Marienkirche in der Festung Marienberg

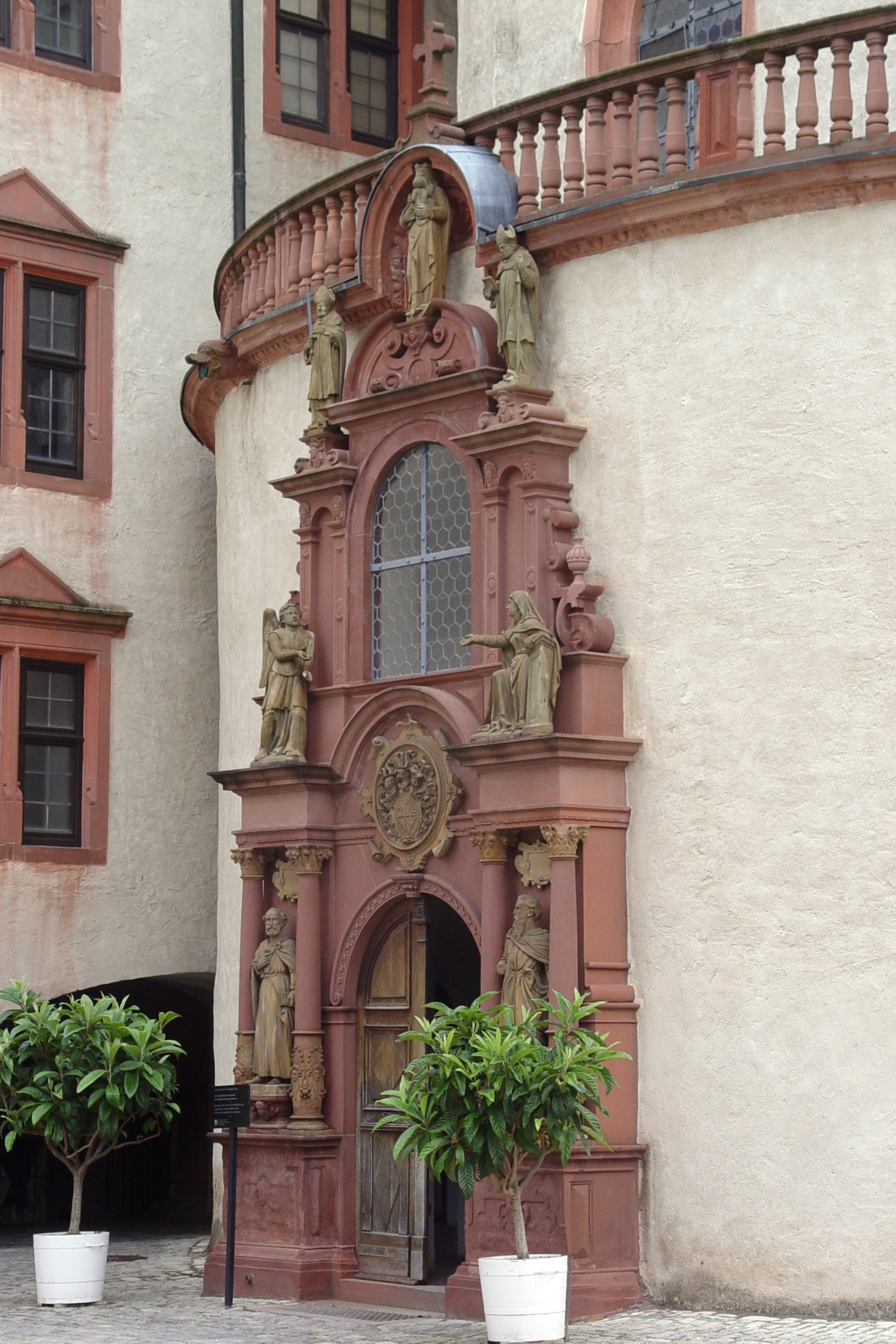
Das rote Sandstein-Portal der Marienkirche

Grundriss der Marienkirche

Die Marienkirche steht im inneren Burghof der Festung Marienberg in Würzburg, Bayern.
Das Bauwerk geht auf eine von Herzog Hedan II. im Jahr 706 errichtete frühe christliche Kirche zurück. Der Grundbau der in den Grundzügen heutigen romanischen Kirche kann durch Stilanalysen auf Anfang des 11. Jahrhunderts datiert werden. Die Marienkirche ist die älteste Kirche und erste Bischofskirche Würzburgs sowie der älteste erhaltene Bauteil auf dem Festungsareal.

## Patronat
Die Marienkirche war von Anfang an bis heute der Gottesmutter Maria geweiht. Als Schutzpatronin Frankens ist das Patrozinium am 1. Mai.

## Geschichte
Herzog Hedan II. ließ schon im Frühmittelalter um 706 eine kleine Kirche auf der später Marienberg genannten Bergzunge errichten und zu Ehren der Jungfrau Maria weihen. Bis zur Übertragung der dort angeblich, nachdem der Würzburger Bischof Burkard sie dorthin überführt habe, ab 752 befindlichen Gebeine der Märtyrer Kilian, Kolonat und Totnan in den rechtsmainischen Würzburger Dom im Jahre 788 blieb die Kirche die Bischofskirche des 742 gegründeten Bistums. Überliefert ist, dass die Kirche 983 als Pfarrkirche dem Burkarder Kloster übergeben wurde.
Unter Bischof Heinrich I. entstand am bisherigen Standort mit Beginn des Hochmittelalters zu Beginn des 11. Jahrhunderts eine erneuerte ottonische Kirche, die möglicherweise Teile der Ersten mit einbezog. Die Kirche entwickelte sich bald zur Marienwallfahrtsstätte und wurde unter Konrad von Querfurt fürstliche Hofkirche, als dieser um 1200 die Hofhaltung auf die Burg verlegte. Er nahm einige bauliche Veränderungen an der Kirche vor, erhöhte den oberen Bauzylinder und vergrößerte die Fenster. Nach einem Brand im Jahr 1600 ließ Fürstbischof Julius Echter die Kirche wieder aufrichten. Er erweiterte den Hochchor, ließ eine Balustrade anfügen und auf dem neuen halbkugelförmigen Dach eine Dachlaterne als Glockenstuhl aufsetzen. Der um 1600 im Auftrag Julius Echters wohl von dem Bildhauer Sebastian Götz aus Zizers/Graubünden geschaffene Chorerker der Marienkirche wurde 1814 abgebrochen. Er zeigte zwölf Cäsarenhäupter als Reliefs, von denen fünf im Fürstenbaumuseum erhalten sind. In der Echterzeit wurde ebenso der Innenraum im Renaissancestil ausgestaltet und mit Stuckaturen verziert.

Im Innern der Kirche
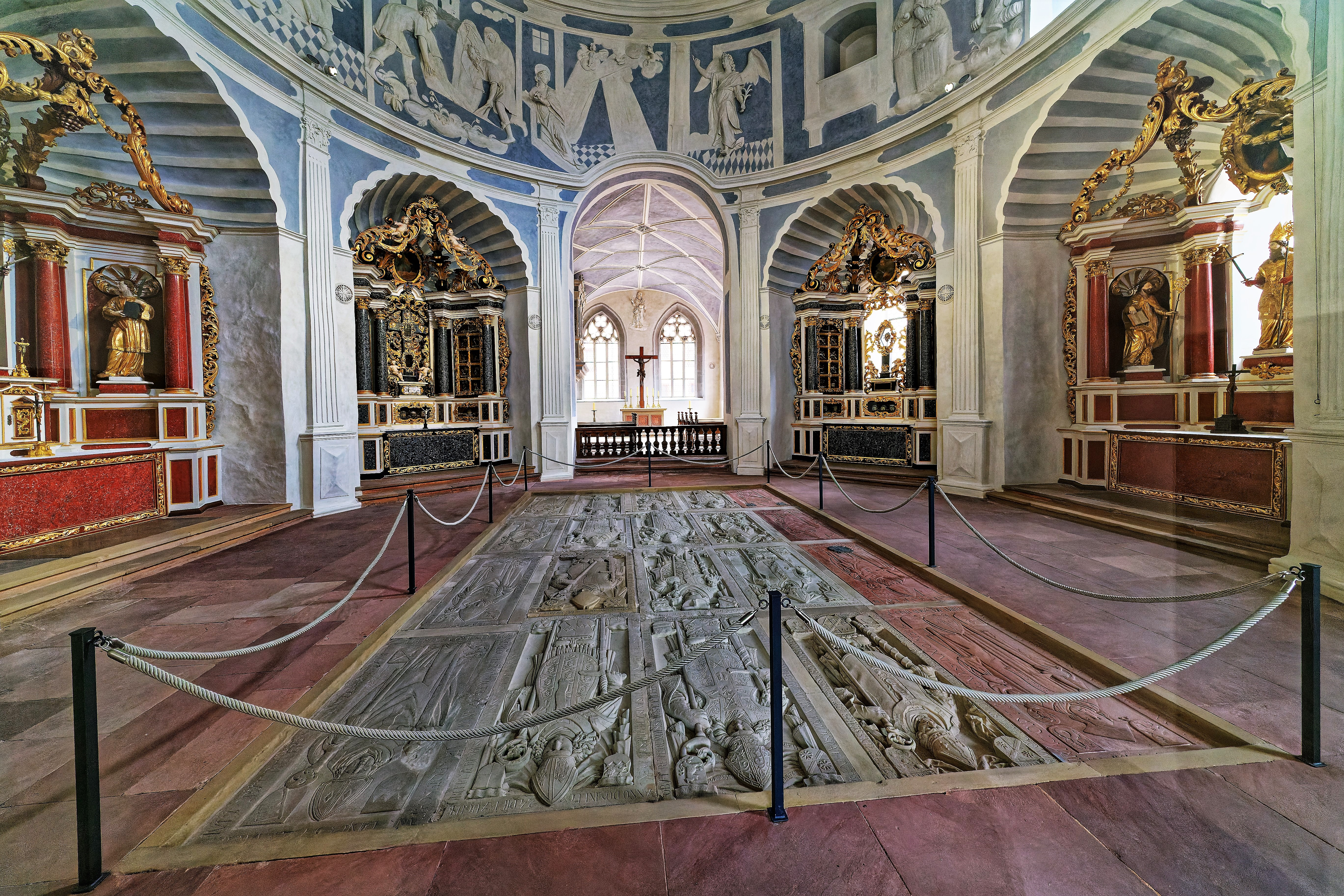
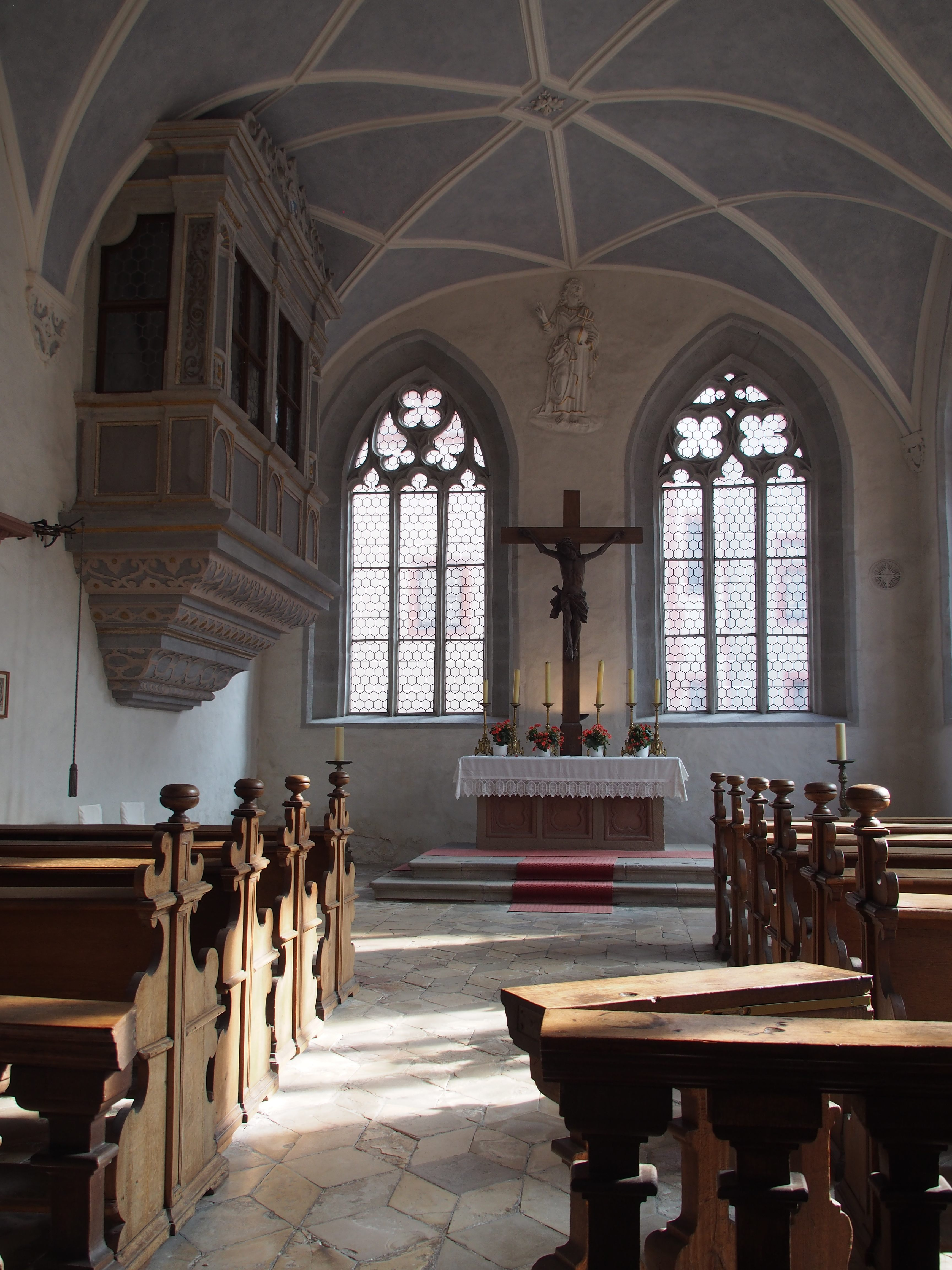
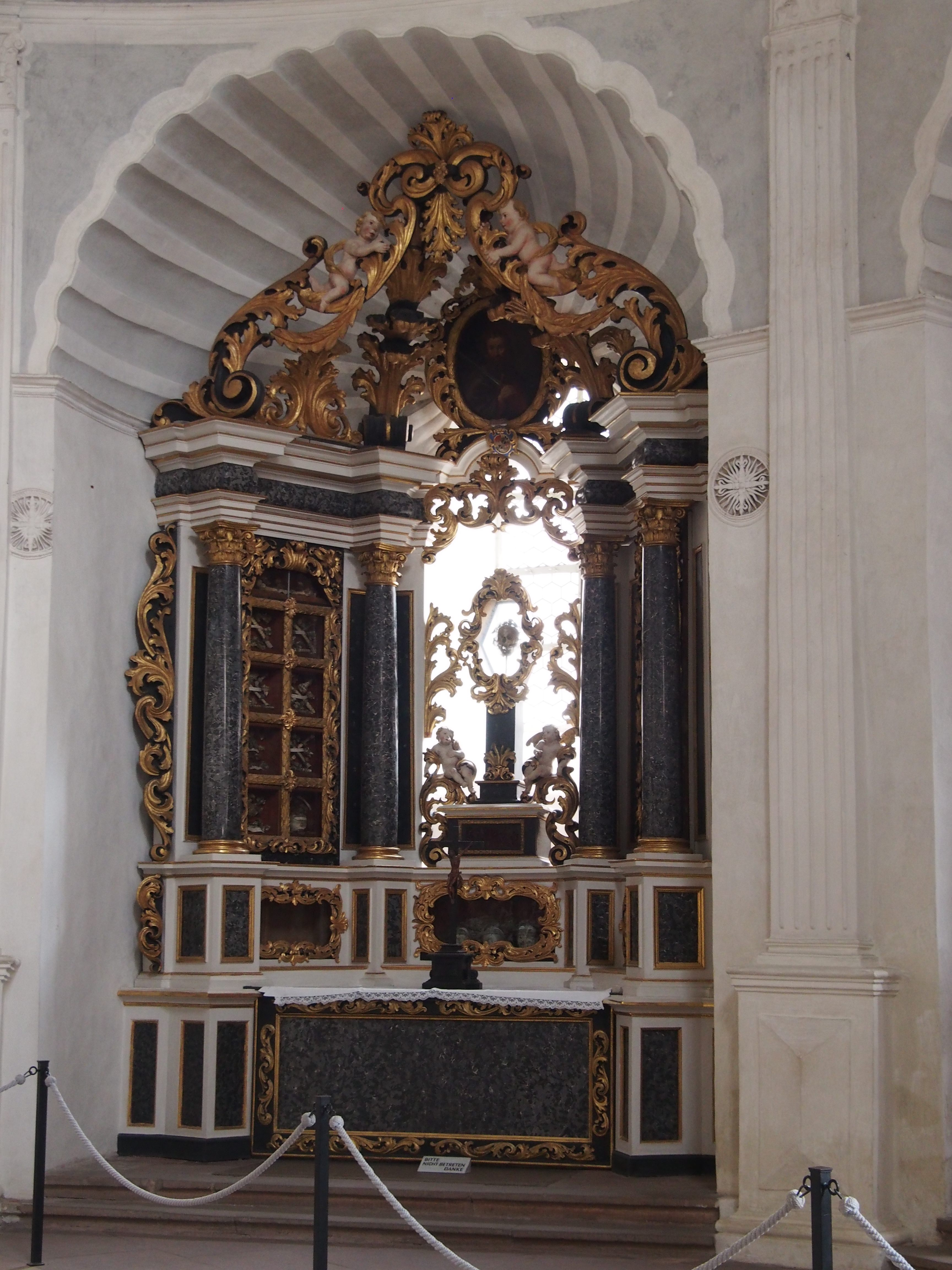
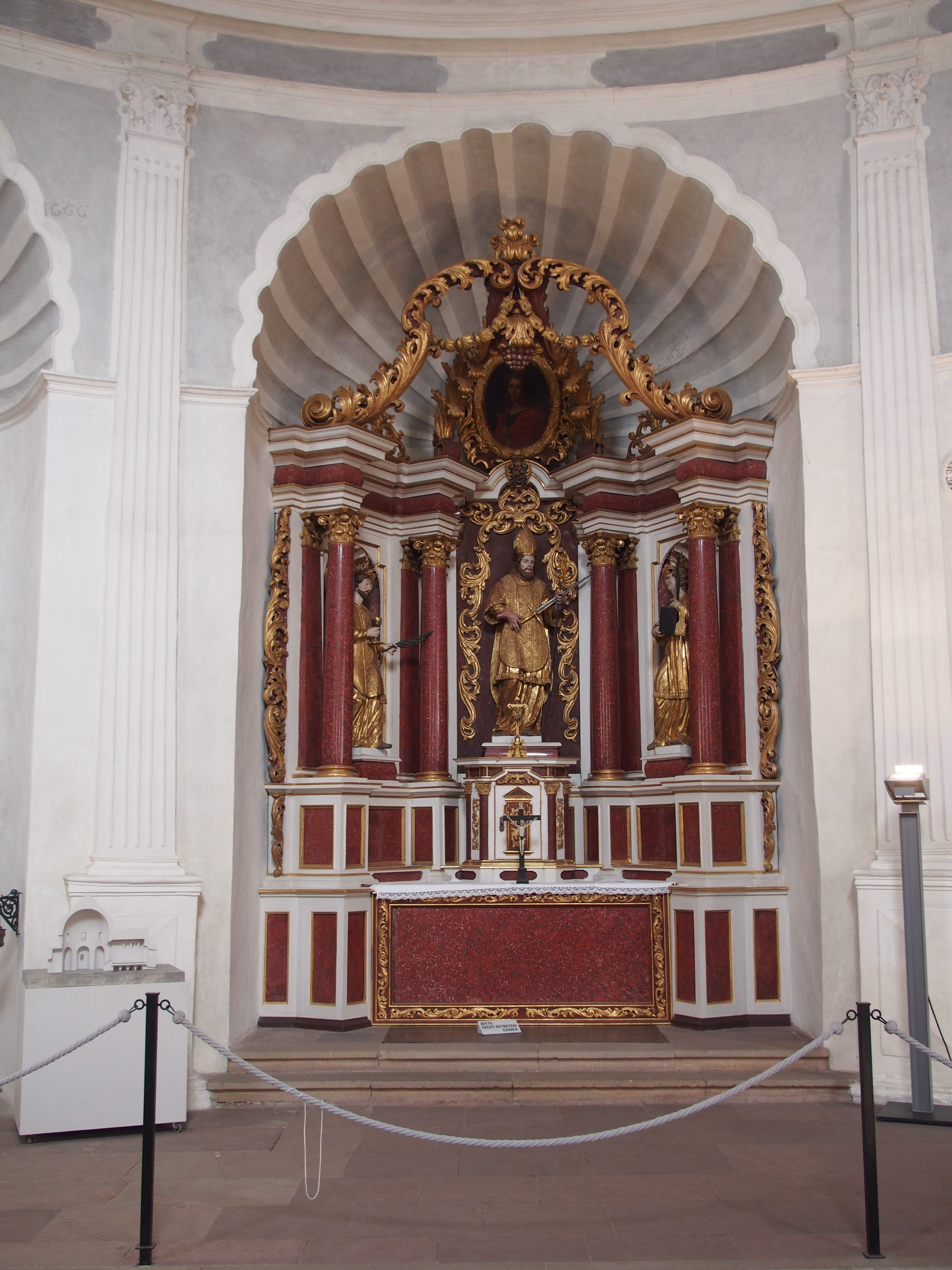
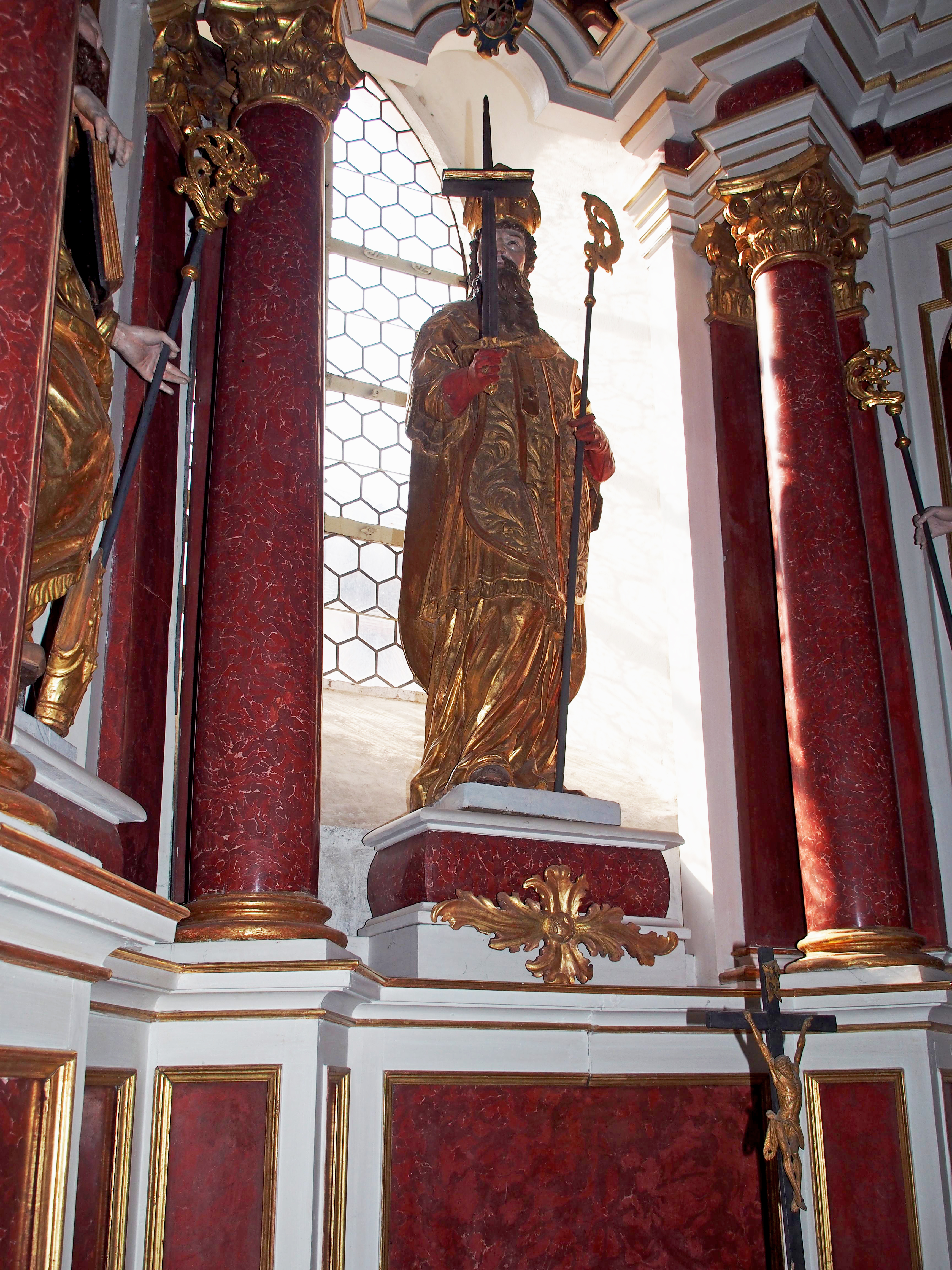

## Portal
Das Schmuckportal aus rotem Sandstein stammt aus der Echterzeit. Figürlich sind unten die Apostel Petrus und Paulus, darüber Verkündigung des Herrn, schließlich zwei Bischöfe (Kilian und Burkard) und bekrönend eine Marienstatue dargestellt. Über dem Portal ist ein reich verziertes Echterwappen einbezogen.

## Grablege
Im Zentralbau der Kirche befindet sich ein Grablege, deren 20 Grabplatten die Reliefs von Würzburger Bischöfen zeigen. Seit dem 13. Jahrhundert bis Ende des 16. Jahrhunderts wurden die Herzen der Würzburger Bischöfe im Kloster Ebrach, die Eingeweide in diese Kapelle der Marienburg und die Körper im Dom von Würzburg bestattet.

Auswahl
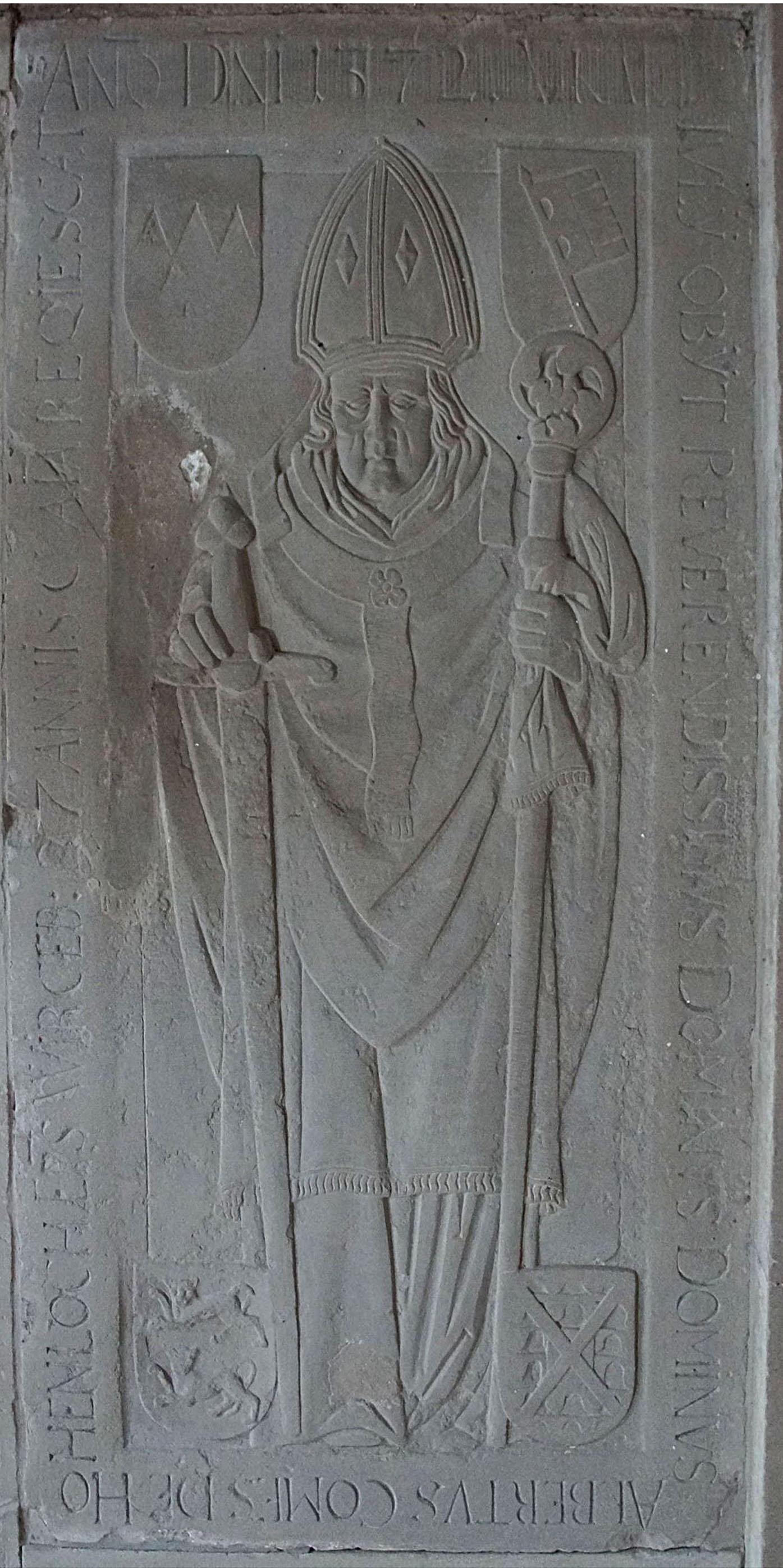
Albrecht II. von Hohenlohe † 1372
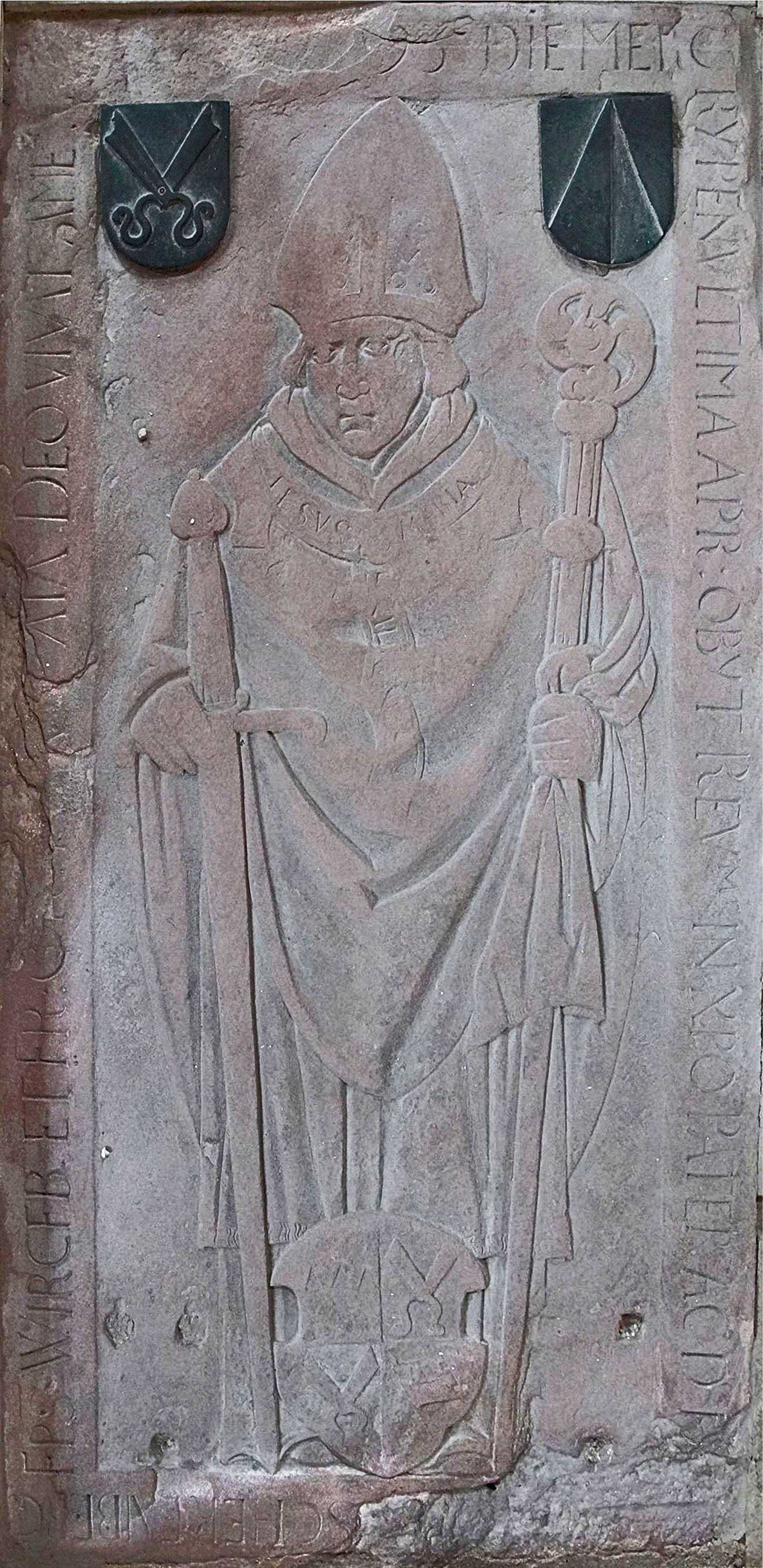
Rudolf II. von Scherenberg 1466–1495
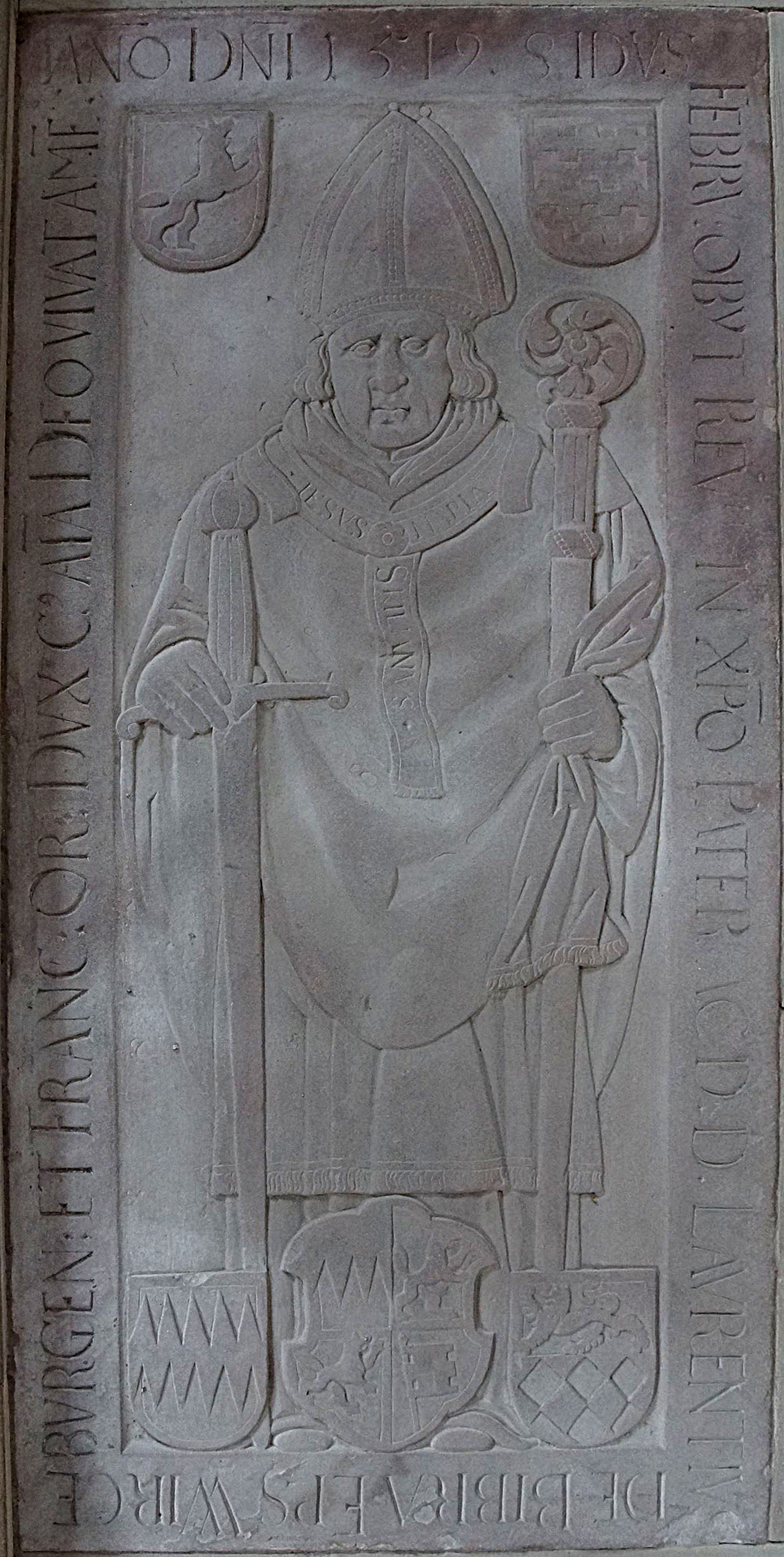
Lorenz von Bibra 1495–1519
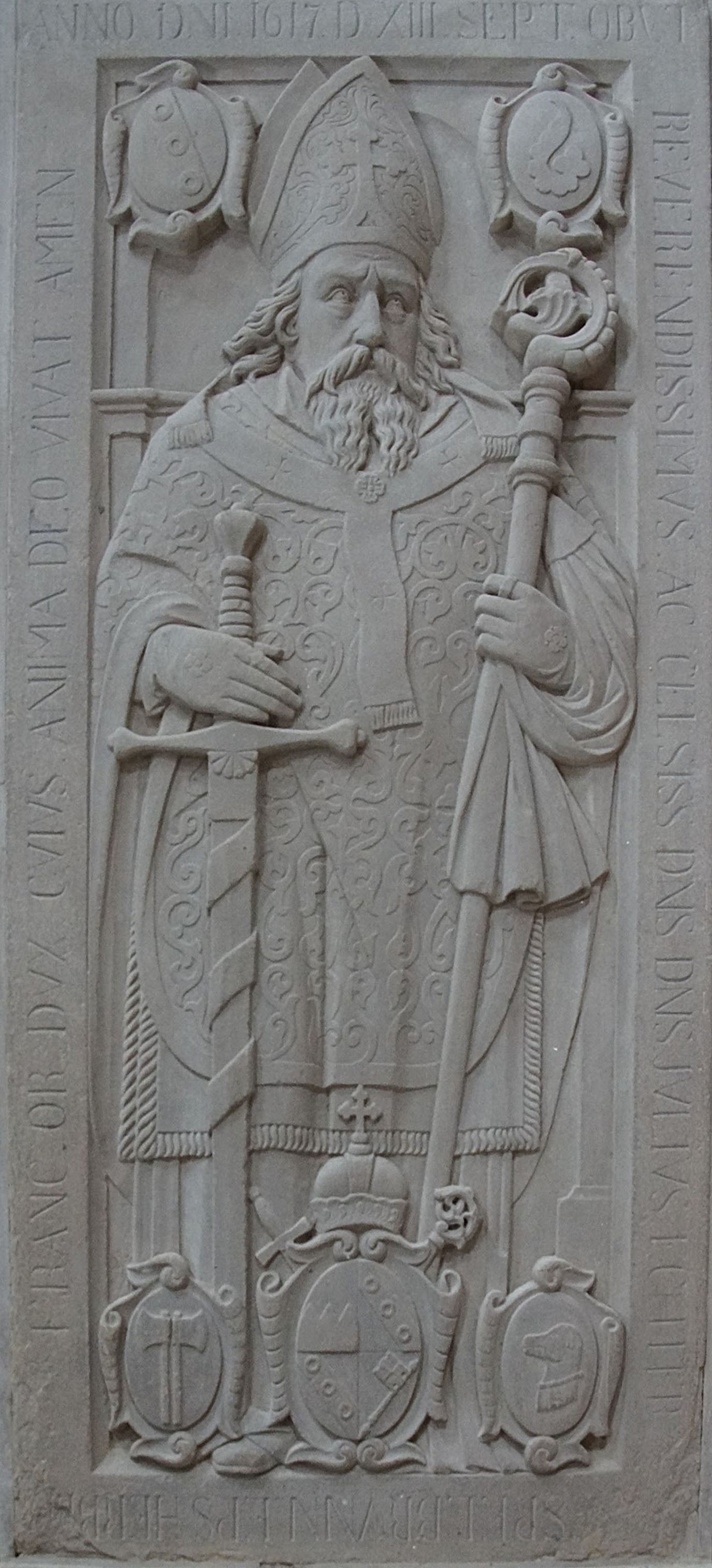
Julius Echter von Mespelbrunn 1573–1617
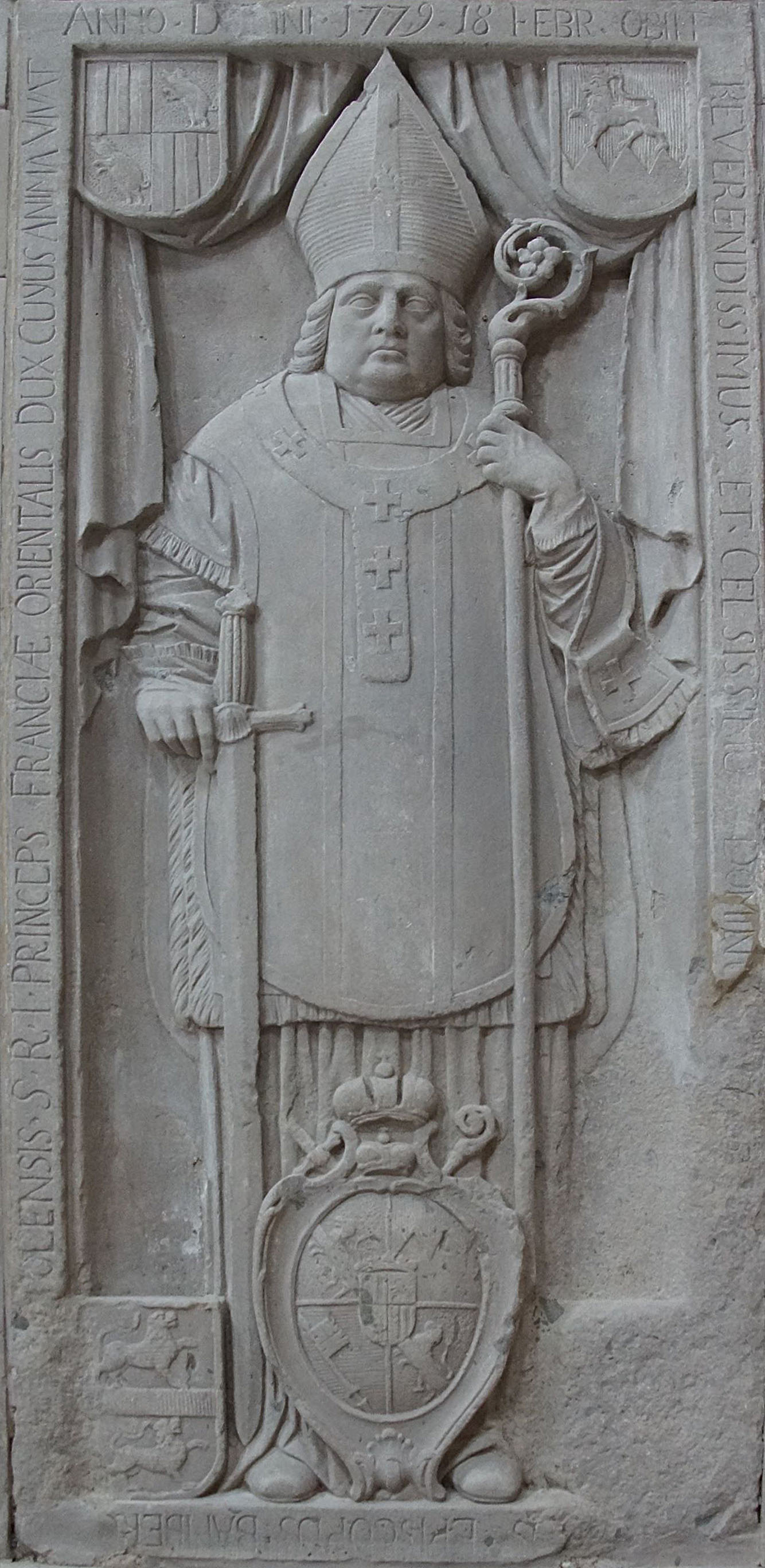
Adam Friedrich von Seinsheim 1755–1779